# 塞兹河畔巴尼奥勒
塞茲河畔巴尼奥勒（法語：Bagnols-sur-Cèze，法語發音：[baɲɔl syʁ sɛz]；奧克語：或），法国东南部城市，奥克西塔尼大区加尔省的一个市镇，隶属于尼姆区，其市镇面积为31.37平方公里，2022年1月1日时人口数量为18,124人，是该省人口第三多是市镇，在法国城市中排名第522位。
塞兹河畔巴尼奥勒位于加尔省东北部，塞文山脉东麓，塞兹河右岸，是一个区域性的中心城市和公路枢纽。

## 地名来源
“巴尼奥勒”一名来源于拉丁语“balneare”，意为“浴场”，最初于公元1119年以“Baniolas”的形式被记载，法国境内还有多个以“Bagnols”命名的市镇。“-sur-Cèze”这一后缀自1891年起成为当地官方名称的一部分。

## 历史

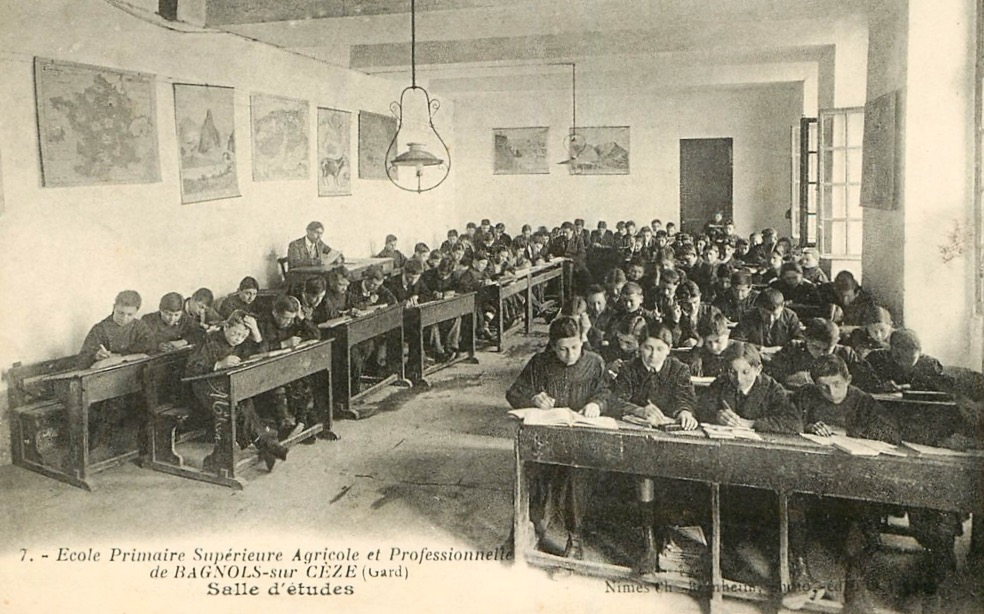
20世纪初塞兹河畔巴尼奥勒的一所学校

塞兹河畔巴尼奥勒的早期历史尚不清楚，在古典时期，这一区域是沃尔斯克人的活动范围，罗马人入侵后，一条连接尼姆和维瓦赖腹地的罗马道路由此通过。12世纪初，巴尼奥勒首次在一处教堂文献中被提及；至14世纪初，巴尼奥勒已成为一个接近2,000人口的中心聚落。此后，巴尼奥勒所处的罗讷河下游河谷地区多处遭遇自由佣兵团的骚扰，同时当地还发生了多次黑死病疫情，致使当地商业和经济受到严重破坏。宗教战争时期，法兰西国王路易十三曾率兵围剿藏匿于巴尼奥勒城内的亨利二世·德·蒙莫朗西及其叛军。17世纪末，巴尼奥勒出现了新的教堂及神学院。法国大革命后，塞兹河畔巴尼奥勒成为加尔省的一个市镇。工业革命期间，沿罗讷河右岸修建的日沃尔－格勒藏铁路建成通车，该铁路后改为货运专线。二战后，得益于公路的发展，塞兹河畔巴尼奥勒人口快速增加，当地出现了大批集中式居民建筑，并成为一个区域性的工商业中心。

## 地理

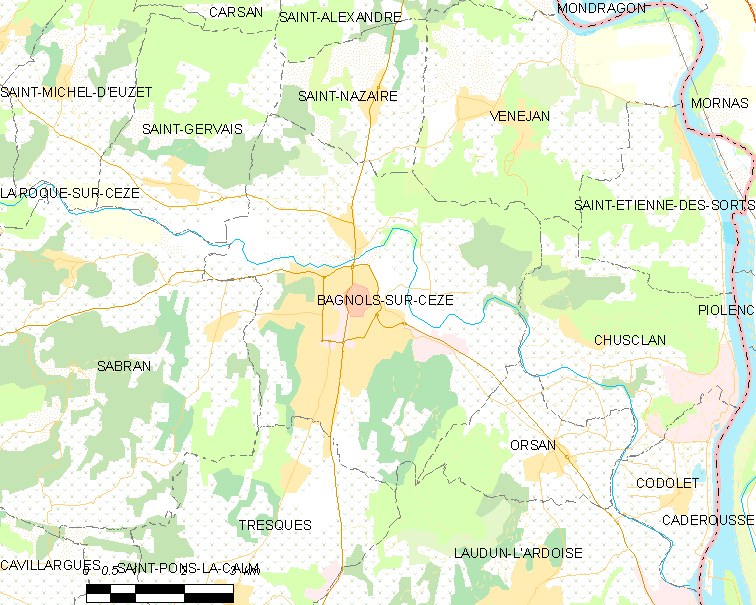
塞兹河畔巴尼奥勒市镇范围地图

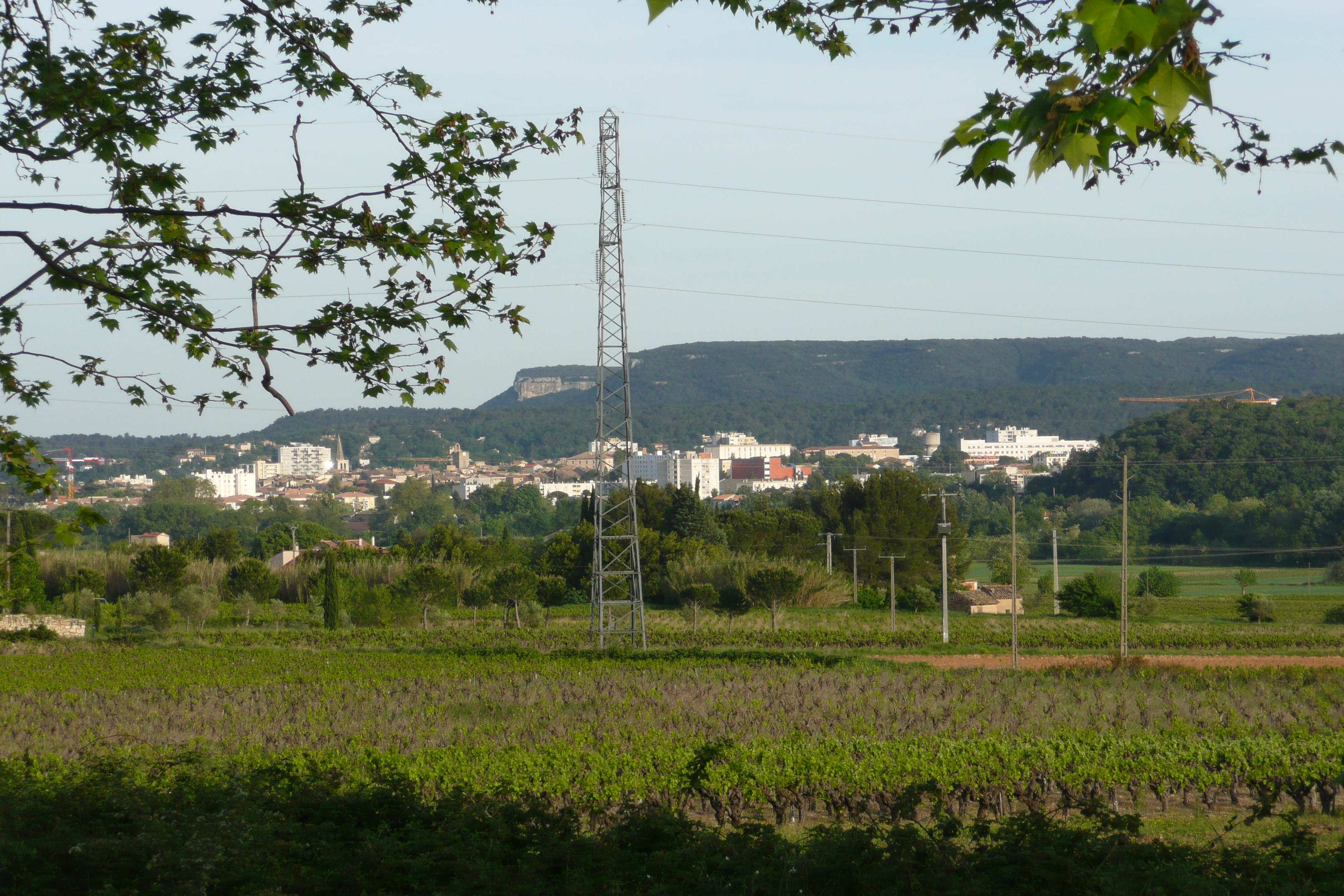
远眺塞兹河畔巴尼奥勒市区

塞兹河畔巴尼奥勒位于法国东南部，奥克西塔尼大区东部和加尔省东北部，距离省会尼姆大约53公里。与塞兹河畔巴尼奥勒接壤的市镇包括：许斯克朗、洛丹-拉杜瓦斯、奥尔桑、萨布朗、圣热尔韦、圣纳泽尔、特雷斯克、韦内让。

### 地形
塞兹河畔巴尼奥勒位于法国中央高原东南部边缘地带，属于塞文山脉的一部分，境内以丘陵为主，市镇中心地势较为平坦，西部为山地，全境海拔在30到268米之间。

### 水文
塞兹河自西向东流经境内，塞兹河畔巴尼奥勒市区位于河流南岸，该河是罗讷河的右岸支流，后者为法国五大河流之一。

### 植被
塞兹河畔巴尼奥勒属于亚热带常绿硬叶区，市区内的主要绿地公园包括阿尔蒂·兰波公园（Parc Arthur Rimbaud）、栗园广场（Square des Marronniers）等，均常年免费向公众开放。
在鲜花城市的评比中，塞兹河畔巴尼奥勒暂未被评级。

### 气候
塞兹河畔巴尼奥勒在柯本气候分类法中属于地中海气候，因塞文山地形影响，当地秋冬季节常出现“塞文气候”，表现为短时间的强降水。
距离塞兹河畔巴尼奥勒最近的气象站位于萨布朗境内，以下为该气象站的数据（其中日照数据取自尼姆）：
| 萨布朗1981年－2019年 | 萨布朗1981年－2019年 | 萨布朗1981年－2019年 | 萨布朗1981年－2019年 | 萨布朗1981年－2019年 | 萨布朗1981年－2019年 | 萨布朗1981年－2019年 | 萨布朗1981年－2019年 | 萨布朗1981年－2019年 | 萨布朗1981年－2019年 | 萨布朗1981年－2019年 | 萨布朗1981年－2019年 | 萨布朗1981年－2019年 | 萨布朗1981年－2019年 |
| 月份                 | 1月                  | 2月                  | 3月                  | 4月                  | 5月                  | 6月                  | 7月                  | 8月                  | 9月                  | 10月                 | 11月                 | 12月                 | 全年                 |
| -------------------- | -------------------- | -------------------- | -------------------- | -------------------- | -------------------- | -------------------- | -------------------- | -------------------- | -------------------- | -------------------- | -------------------- | -------------------- | -------------------- |
| 历史最高温 °C（°F）  | 18.5 (65.3)          | 21.1 (70.0)          | 26.2 (79.2)          | 29.4 (84.9)          | 32 (90)              | 35.7 (96.3)          | 37.3 (99.1)          | 40.7 (105.3)         | 33.2 (91.8)          | 27.9 (82.2)          | 19.3 (66.7)          | 18.2 (64.8)          | 40.7 (105.3)         |
| 平均高温 °C（°F）    | 8.7 (47.7)           | 10.4 (50.7)          | 14.2 (57.6)          | 16.8 (62.2)          | 21.7 (71.1)          | 25.7 (78.3)          | 28.8 (83.8)          | 28.5 (83.3)          | 23 (73)              | 17.8 (64.0)          | 11.7 (53.1)          | 8.4 (47.1)           | 18 (64)              |
| 日均气温 °C（°F）    | 5.8 (42.4)           | 6.7 (44.1)           | 9.9 (49.8)           | 12.3 (54.1)          | 16.8 (62.2)          | 20.5 (68.9)          | 23.3 (73.9)          | 23.1 (73.6)          | 18.5 (65.3)          | 14.3 (57.7)          | 8.8 (47.8)           | 5.8 (42.4)           | 13.8 (56.8)          |
| 平均低温 °C（°F）    | 2.9 (37.2)           | 3 (37)               | 5.6 (42.1)           | 7.7 (45.9)           | 12 (54)              | 15.3 (59.5)          | 17.8 (64.0)          | 17.7 (63.9)          | 13.9 (57.0)          | 10.9 (51.6)          | 5.9 (42.6)           | 3.2 (37.8)           | 9.7 (49.5)           |
| 历史最低温 °C（°F）  | −6.8 (19.8)          | −5.6 (21.9)          | −6.6 (20.1)          | 0.3 (32.5)           | 3.4 (38.1)           | 8 (46)               | 9.3 (48.7)           | 10.6 (51.1)          | 4.6 (40.3)           | 1.1 (34.0)           | −4.5 (23.9)          | −7.8 (18.0)          | −7.8 (18.0)          |
| 平均降水量 mm（）    | 66.8 (2.63)          | 34.9 (1.37)          | 37.1 (1.46)          | 71.6 (2.82)          | 68.3 (2.69)          | 43.6 (1.72)          | 33 (1.3)             | 47.4 (1.87)          | 118.3 (4.66)         | 125.1 (4.93)         | 87.3 (3.44)          | 51.6 (2.03)          | 785 (30.9)           |
| 月均日照時數         | 141.6                | 166.3                | 222.2                | 229.8                | 262                  | 311                  | 341.1                | 301.6                | 239                  | 166.6                | 147.9                | 134                  | 2,663.1              |
| 来源：infoclimat.fr  |                      |                      |                      |                      |                      |                      |                      |                      |                      |                      |                      |                      |                      |

## 行政区划
塞兹河畔巴尼奥勒是法国奥克西塔尼大区加尔省的一个市镇，编号为30028。塞兹河畔巴尼奥勒隶属于尼姆区，隶属于加尔省第三选区，管理塞兹河畔巴尼奥勒县，同时也是罗讷-加尔城市圈公共社区的办公驻地。
法国国家统计与经济研究所（简称）在进行数据统计时，将塞兹河畔巴尼奥勒及相邻的另外三个市镇设为塞兹河畔巴尼奥勒城市核心区以及塞兹河畔巴尼奥勒城市区。自2020年起，塞兹河畔巴尼奥勒城市区被包含30个市镇的塞兹河畔巴尼奥勒城市辐射区代替。而原塞兹河畔巴尼奥勒城市核心区则扩充至5个市镇。此外，还将塞兹河畔巴尼奥勒市镇分为了8个“块区”（IRIS），以便于统计人口分布情况。

## 交通

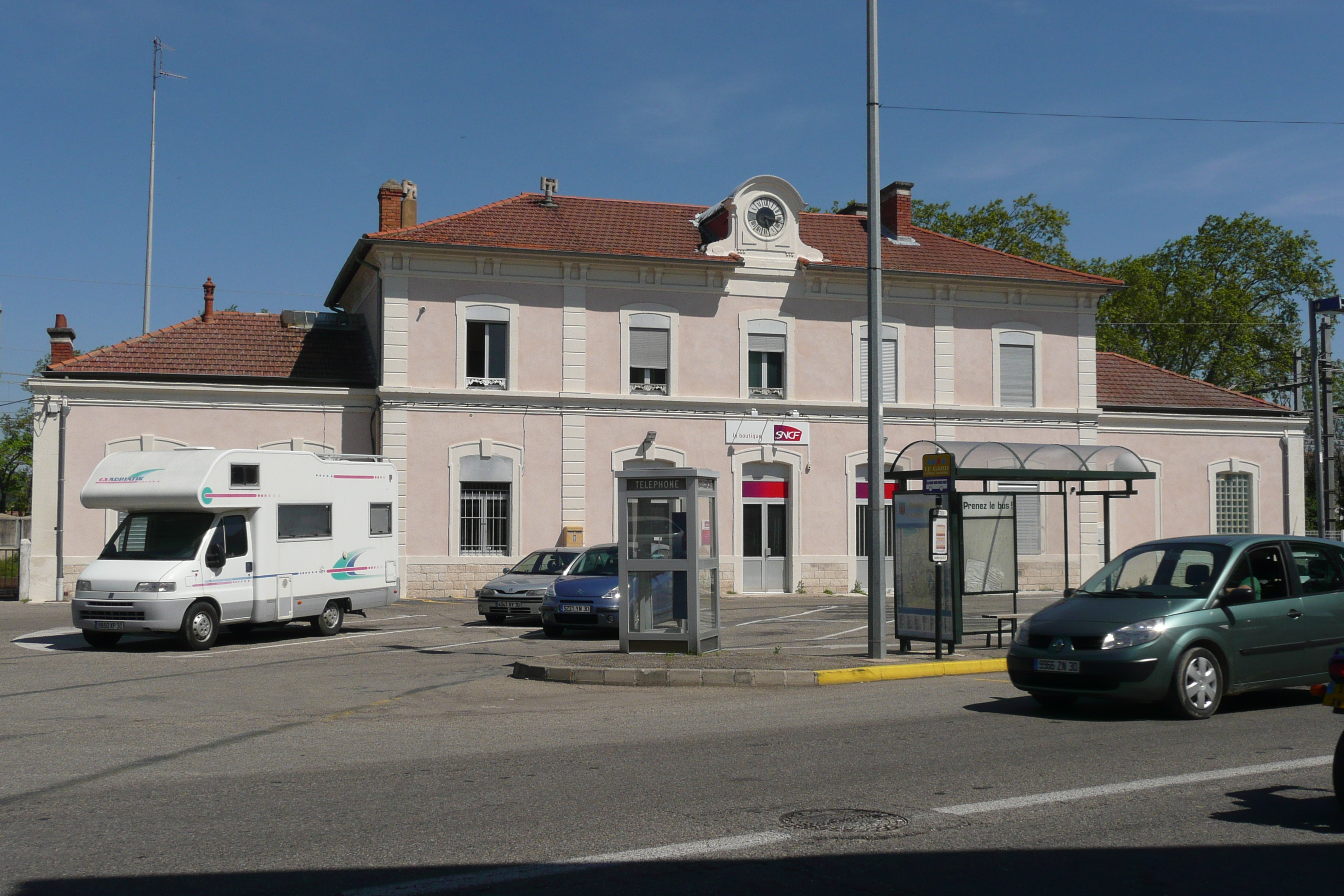
塞兹河畔巴尼奥勒火车站

### 公路
法国国道N86线和N580线在塞兹河畔巴尼奥勒境内交汇，另有加尔省省道D6线经过。加尔省客运B21线巴士停靠塞兹河畔巴尼奥勒市区，可直达前往省会尼姆以及沃克吕兹省的省会阿维尼翁。
2017年，69.6%的塞兹河畔巴尼奥勒家庭拥有至少一辆私人汽车。2019年，塞兹河畔巴尼奥勒境内共发生各类交通事故13起，造成1人遇难，17人受伤。

### 铁路
塞兹河畔巴尼奥勒位于日沃尔－格勒藏铁路上，该铁路自1973年起暂停常规客运服务，原有的塞兹河畔巴尼奥勒火车站也仅提供货运服务。
距离塞兹河畔巴尼奥勒最近的客运铁路车站为位于巴黎－马赛铁路上的奥朗日站，距离巴尼奥勒市区的公路里程约26公里，该站停靠往返于马赛和里昂一线的区域列车，以及每天三班往返于巴黎和阿维尼翁之间的高速列车。

### 航空
距离塞兹河畔巴尼奥勒最近的民用航空站为阿维尼翁机场，距离塞兹河畔巴尼奥勒市中心的公路里程约43公里。

### 城市公共交通
塞兹河畔巴尼奥勒城市公共交通（商业名称为）是当地的城市公共交通系统。截至2021年7月，该系统共包括14条常规公交线路，以及28条校车线路、3条企业线路以及多条定制公交线，路网覆盖了塞兹河畔巴尼奥勒市区内的主要街道和居民区，以及周边的十余个市镇。

## 政治

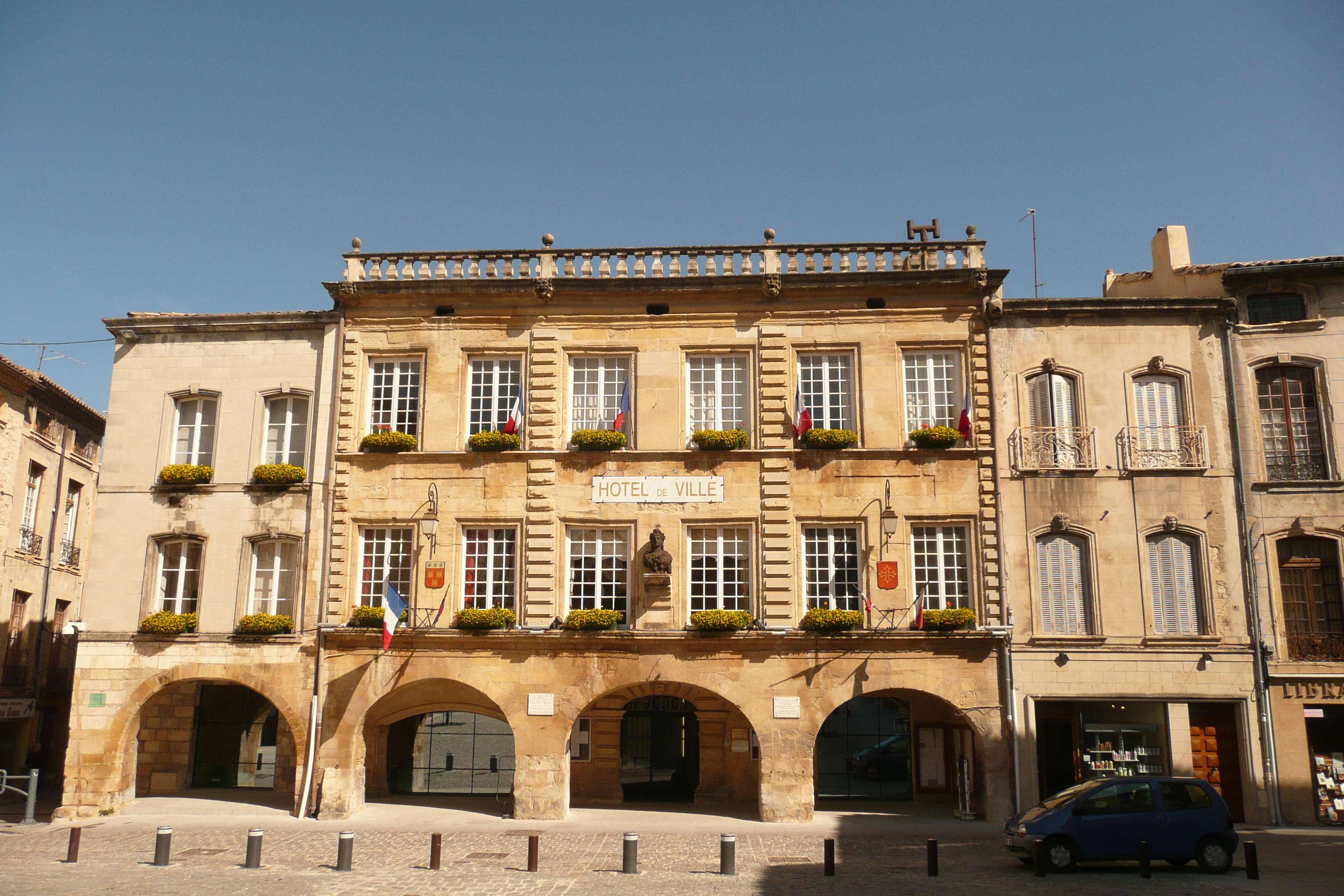
塞兹河畔巴尼奥勒市政厅

塞兹河畔巴尼奥勒的现任市长为让-伊夫·沙普莱先生（Jean-Yves Chapelet），他是社会党的一名成员，在2020年的市政选举中获得了47.38%的支持率。
在2017年的法国总统大选中，法国第25任总统埃马纽埃尔·马克龙在塞兹河畔巴尼奥勒获得了56.2%的支持率。
| 塞兹河畔巴尼奥勒历届市长 |                                       |                                          |
| 任期                     | 市长                                  | 党派                                     |
| 1944年－1945年           | Henri Jarrier 亨利·雅里耶             | 不详                                     |
| 1945年－1953年           | Henri Jeanjean 亨利·让让              | 不详                                     |
| 1953年－1977年           | Pierre Boulot 皮埃尔·布洛             | CNIP全国独立人士与农民中心 →RI独立激进党 |
| 1977年－1989年           | Georges Benedetti 乔治·贝内代蒂       | PS社会党                                 |
| 1989年－1995年           | René Cret 勒内·克雷                   | UMP人民运动联盟                          |
| 1995年－2001年           | Gérard Revol 热拉尔·雷沃尔            | PS社会党                                 |
| 2001年－2008年           | René Cret 勒内·克雷                   | UMP人民运动联盟                          |
| 2008年－2009年           | Jean-Christian Rey 让-克里斯蒂安·雷伊 | PS社会党                                 |
| 2009年－2010年           | Jean-Yves Chapelet 让-伊夫·沙普莱     | PS社会党                                 |
| 2010年－2017年           | Jean-Christian Rey 让-克里斯蒂安·雷伊 | DVG左翼无党派人士 →PS社会党 →LREM复兴    |
| 2017年－                 | Jean-Yves Chapelet 让-伊夫·沙普莱     | PS社会党                                 |

## 人口
2018年，塞兹河畔巴尼奥勒市镇人口数量为18,072，在法国排名第522位。其中男性8,486人，女性9,772人，75岁及以上人口占10.8%，外籍人口数量为4,068人，人口密度为576人/平方公里，当地居民被称为（男性）或（女性）。2019年，塞兹河畔巴尼奥勒境内出生183人，死亡人口211人。
| 年份   | 1936  | 1946  | 1954  | 1962   | 1968   | 1975   | 1982   | 1990   | 1999   | 2006   | 2011   | 2016   | 2018   |
| ------ | ----- | ----- | ----- | ------ | ------ | ------ | ------ | ------ | ------ | ------ | ------ | ------ | ------ |
| 人口數 | 4,669 | 5,211 | 5,546 | 12,905 | 16,468 | 17,534 | 17,602 | 17,872 | 18,103 | 18,545 | 18,349 | 18,192 | 18,072 |

## 经济

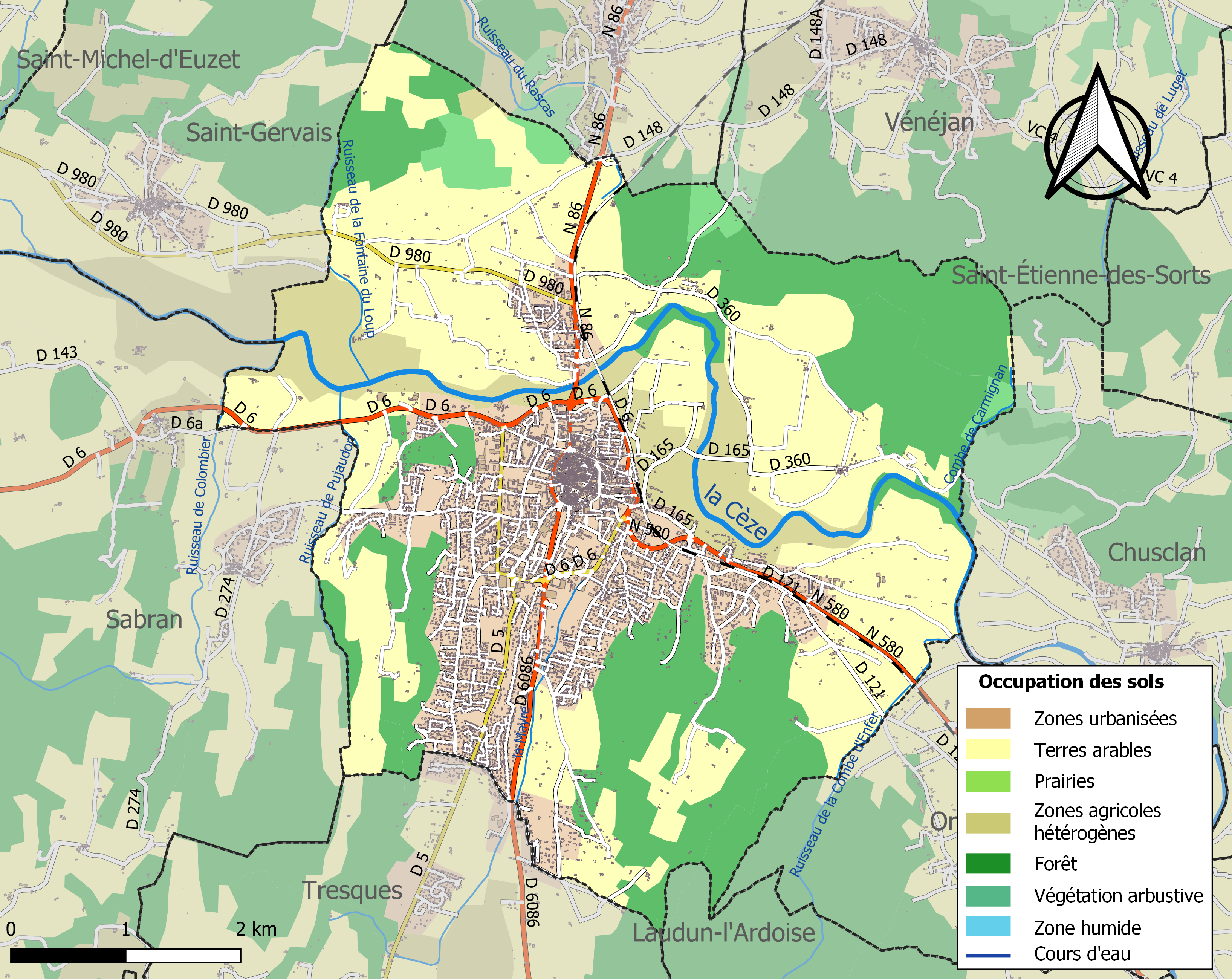
塞兹河畔巴尼奥勒土地利用情况地图

塞兹河畔巴尼奥勒是一个区域性的中心城市，截止2021年7月，当地共有各类用人单位2,770家，平均历史为17年，其中98.96%为中小型企业（PME）。（大型零售）、（塑料制品）及（汽车销售）是当地2019年营业额最高的三个企业，分别为43,825,694欧元、11,464,355欧元和8,303,133欧元。

## 财政收入
2019年，塞兹河畔巴尼奥勒的财政收入总额为25,489,600欧元，财政支出总额为22,981,200欧元，当年的债务总额为23,601,000欧元。2020年，塞兹河畔巴尼奥勒共获得5,916,031欧元的国家财政补助，比上一年增加了0.01%。
2017年，塞兹河畔巴尼奥勒的人均月收入总额为2,225欧元，其中高级职员为3,879欧元，低于法国平均水平（4,214欧元）；中级职员为2,555欧元，高于法国平均水平（2,353欧元）；普通职员为1,642欧元，低于法国平均水平（1,690欧元）。
2017年，塞兹河畔巴尼奥勒境内的青壮年（15至64岁）失业率为22.4%，当地41.4%的家庭拥有纳税资格，平均纳税2,672欧元，低于法国平均水平（3,888欧元）。

## 社会事务

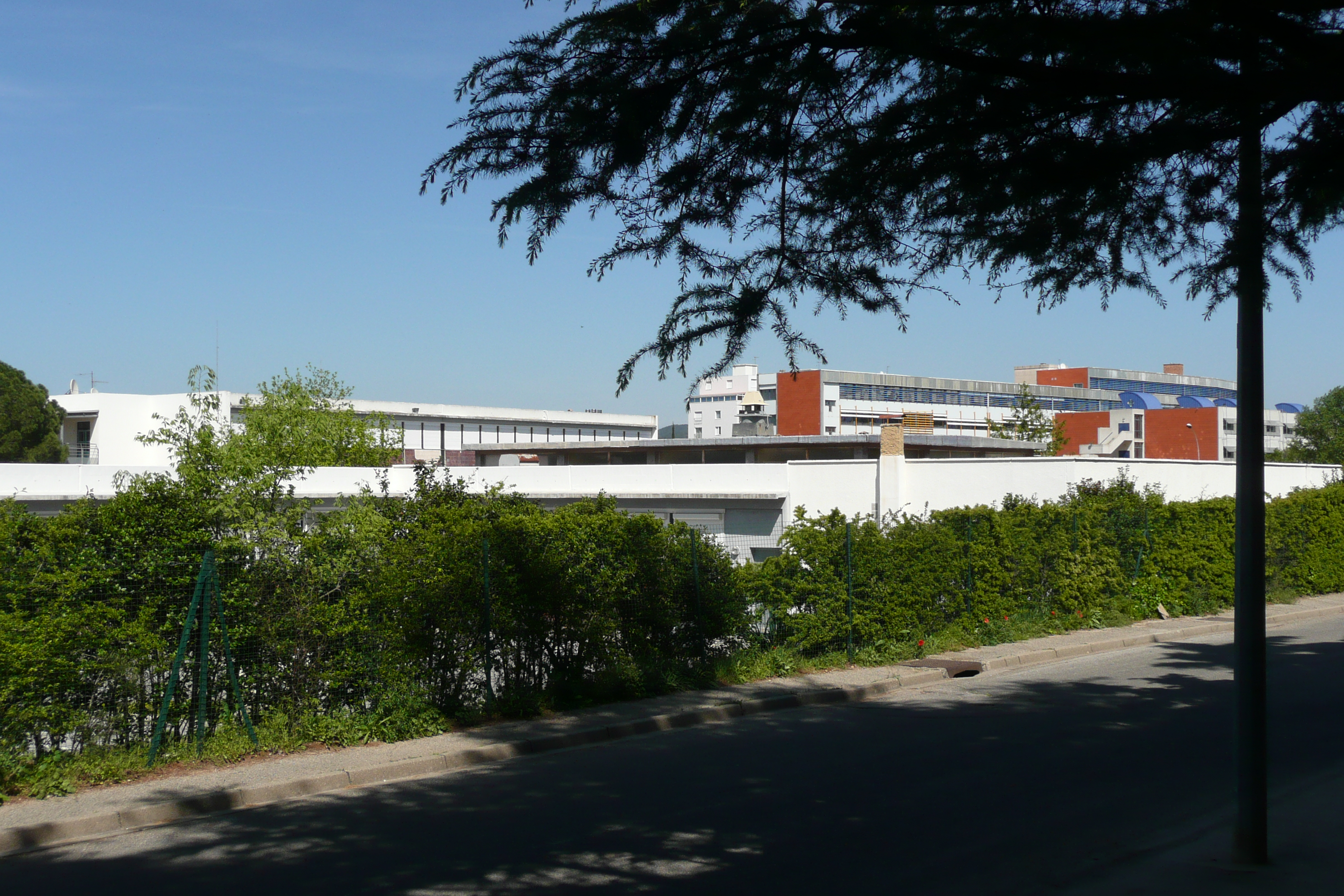
塞兹河畔巴尼奥勒的一所初级中学

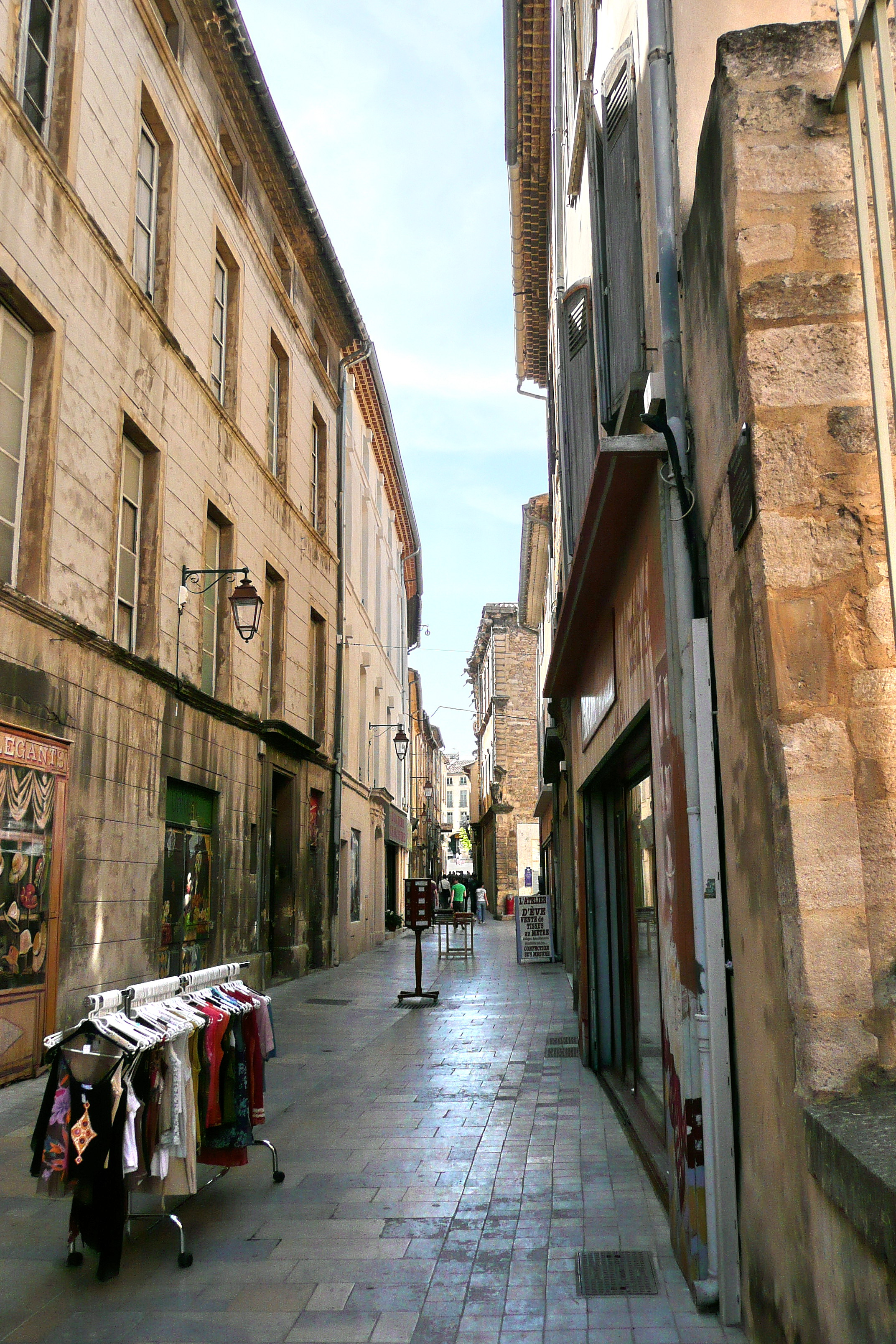
塞兹河畔巴尼奥勒老城街道

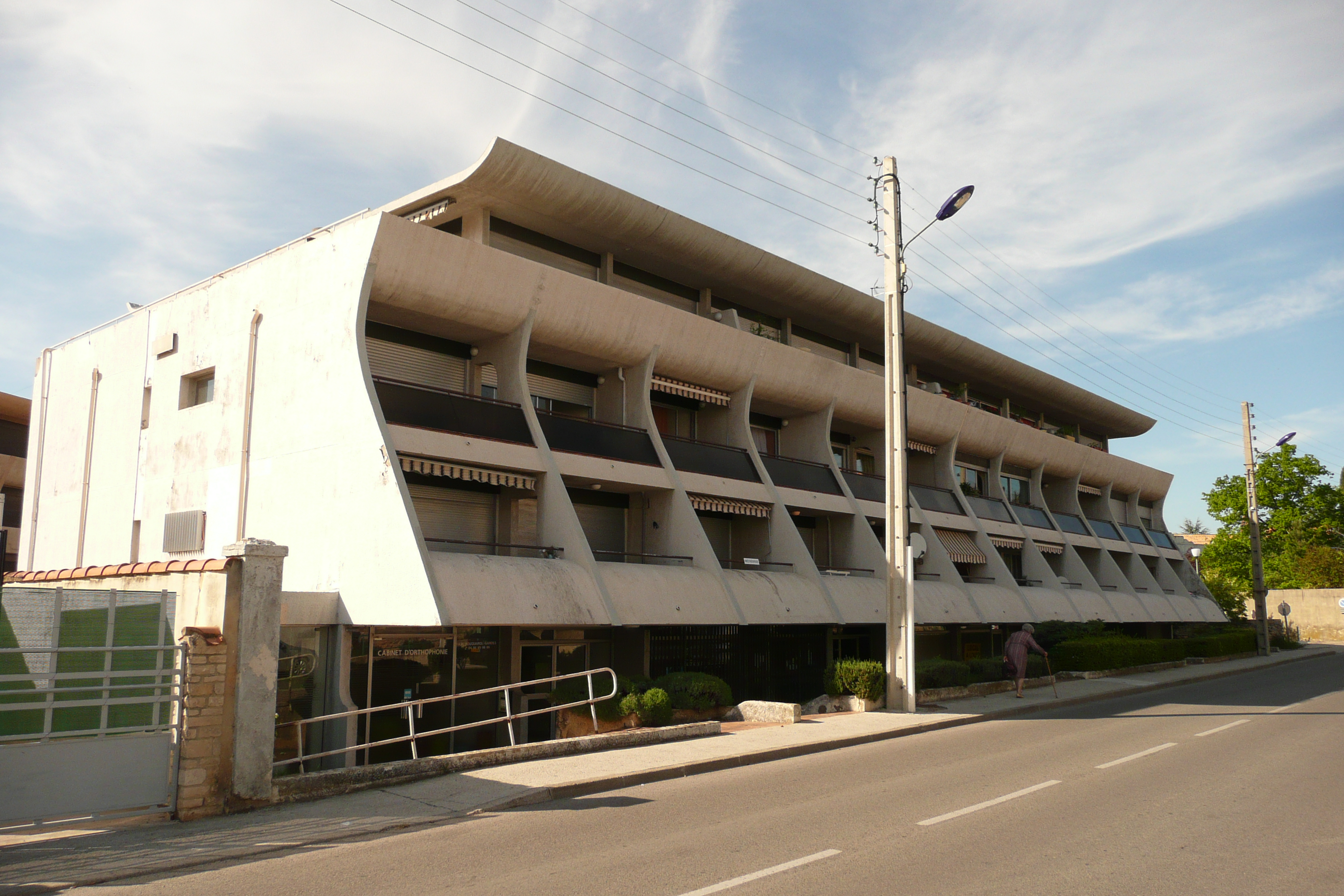
现代居民建筑

### 教育
塞兹河畔巴尼奥勒属于蒙彼利埃学区。截止2019年1月1日，塞兹河畔巴尼奥勒境内共有5所幼儿园、5所小学、4所初级中学、1所普通高中和1所职业高中。2018至2019学年度，塞兹河畔巴尼奥勒境内共有在校中等教育阶段学生4,550名。

### 医疗
截止2019年1月1日，塞兹河畔巴尼奥勒境内共有全科医生19名、保健师24名、牙医21名、护士39名、耳科医生2名、眼科医生2名、皮肤科医生4名、助产士5名、儿科医生2名和妇科医生3名。境内共有药房9家、养老院4家、残疾人帮扶中心6家。
塞兹河畔巴尼奥勒中心医院（Centre Hospitalier de Bagnols-sur-Cèze）是法国的一个区域性医疗机构，其主病区位于塞兹河畔巴尼奥勒市区，设有床位358个，另设有护理中心、养老院及康复中心，是当地规模最大的公立综合性医院。

### 住房
2017年，塞兹河畔巴尼奥勒境内共有各类住房9,955套，其中41.9%为独立式居民区，57.4%为集中式居民区。常住房屋占塞兹河畔巴尼奥勒市镇范围内居民建筑总量的84.8%。
在住房保障政策方面，2017年，塞兹河畔巴尼奥勒境内共有2,671户家庭获得了住房经济补助，受益人数占总人口数量的14.6%，其中2,565份为房租补助。

### 商业
2019年，塞兹河畔巴尼奥勒境内共有各类实体商铺581家，其中餐厅81家、大型超市10家、杂货店11家、面包房21家、肉铺10家、书店7家、装饰品店3家、银行门店14家、美容美发店40家、汽车维修店32家。市区南部建有开放式商业街区，有家乐福购物中心以及Intermarché超市。

### 体育
2019年，塞兹河畔巴尼奥勒境内共有1家游泳池、5间体育馆、1座综合体育场、13处网球场、4处足球或橄榄球场、8处篮球或排球场。
截至2021年7月，巴尼奥勒埃斯卡诺足球俱乐部（F.C. Bagnols Escanaux）是当地唯一的注册足球队，因主场位于埃斯卡诺街区（Escanaux）而得名。

### 环境
塞兹河畔巴尼奥勒的环境事务由其所属的公共社区负责。2019年，塞兹河畔巴尼奥勒境内暂无污染企业。

### 治安
2019年，塞兹河畔巴尼奥勒市镇范围内共有1处派出所。
2014年，塞兹河畔巴尼奥勒及附近地区共发生各类案件949起，其中盗窃类案件514起，经济类案件107起，毒品交易类案件87起。

## 文化
2019年，塞兹河畔巴尼奥勒境内共有1家电影院、2家博物馆和1家音乐厅。塞兹河畔巴尼奥勒市政府提供多媒体中心，向公众全年开放。

### 建筑
塞兹河畔巴尼奥勒境内有多处历史建筑，其中圣马丁德萨迪朗小教堂为法国国家文物保护单位，市政厅大楼的部分区域被开辟为阿尔贝·安德烈博物馆。

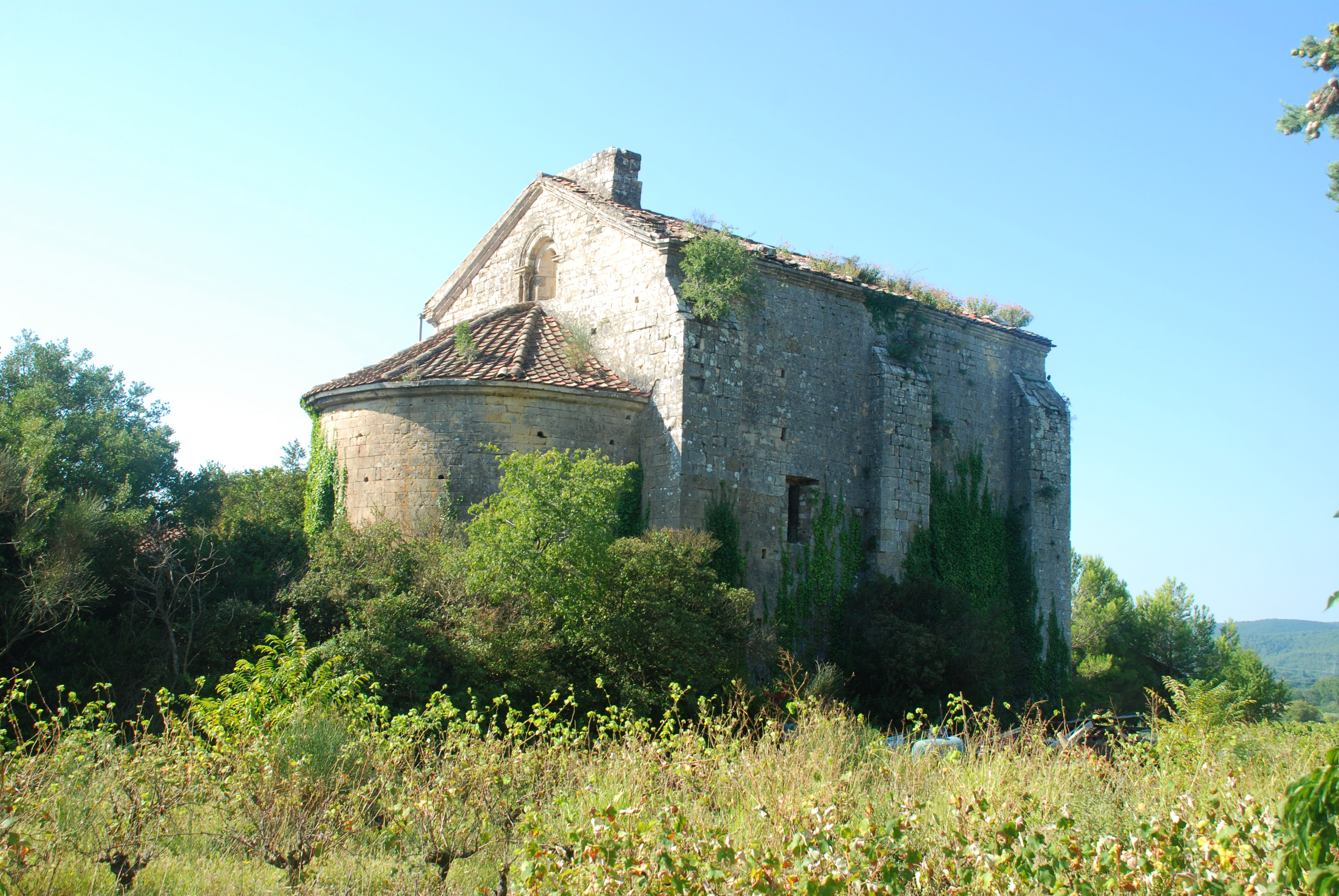
圣马丁德萨迪朗小教堂（法语：Chapelle Saint-Martin-de-Saduran）
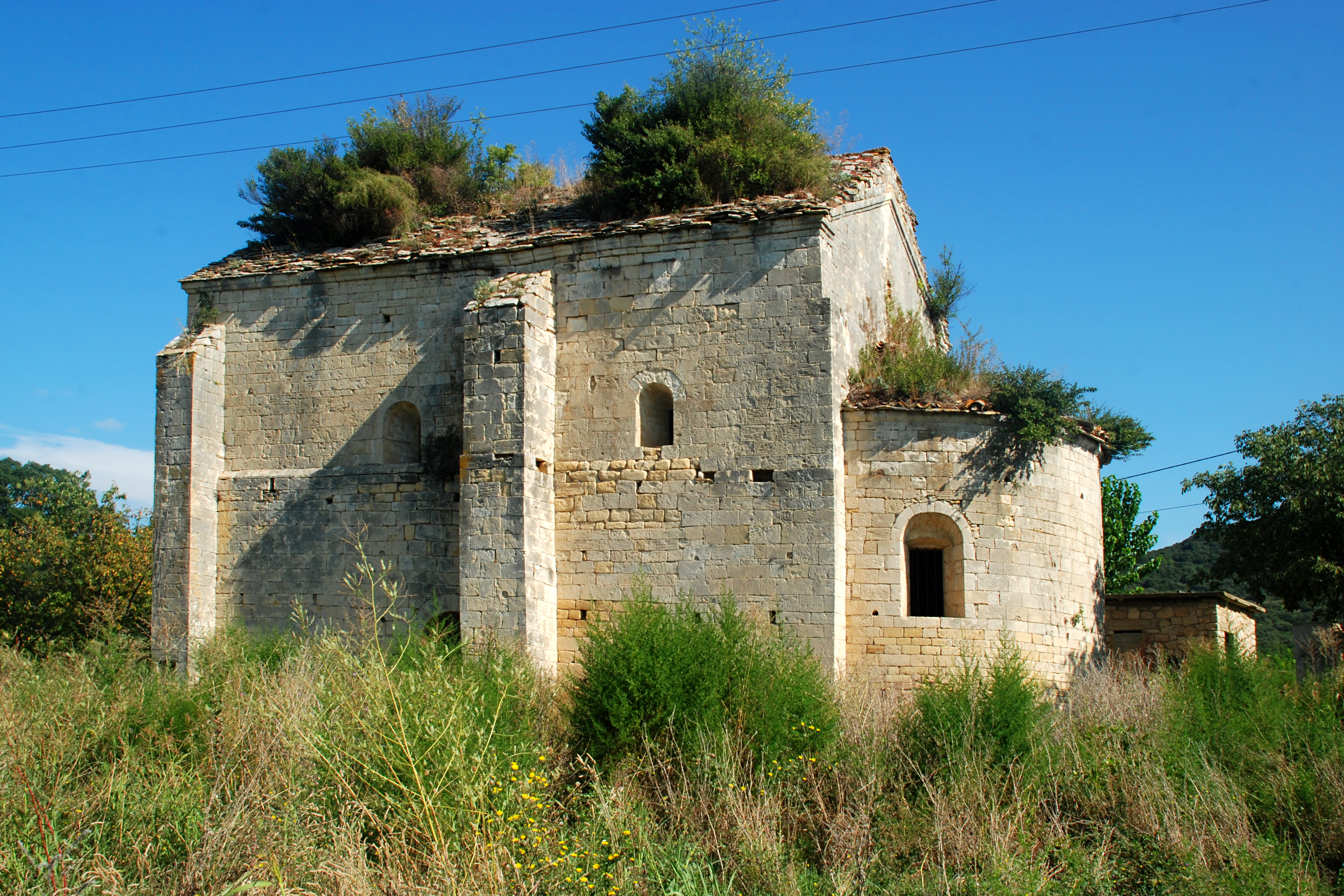
圣蒂尔斯德马朗桑小教堂（法语：Chapelle Saint-Thyrse de Maransan）
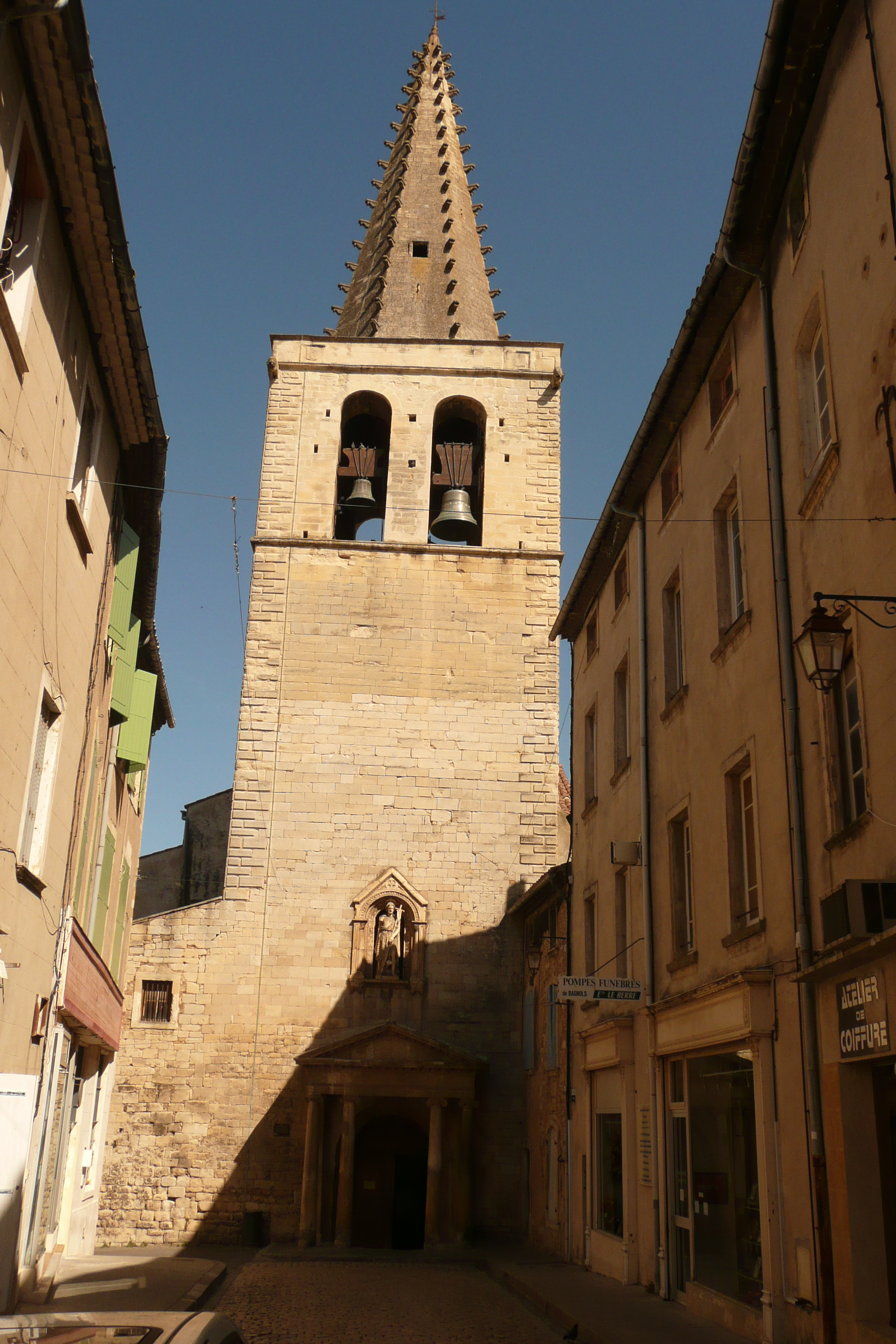
圣让巴蒂斯德教堂
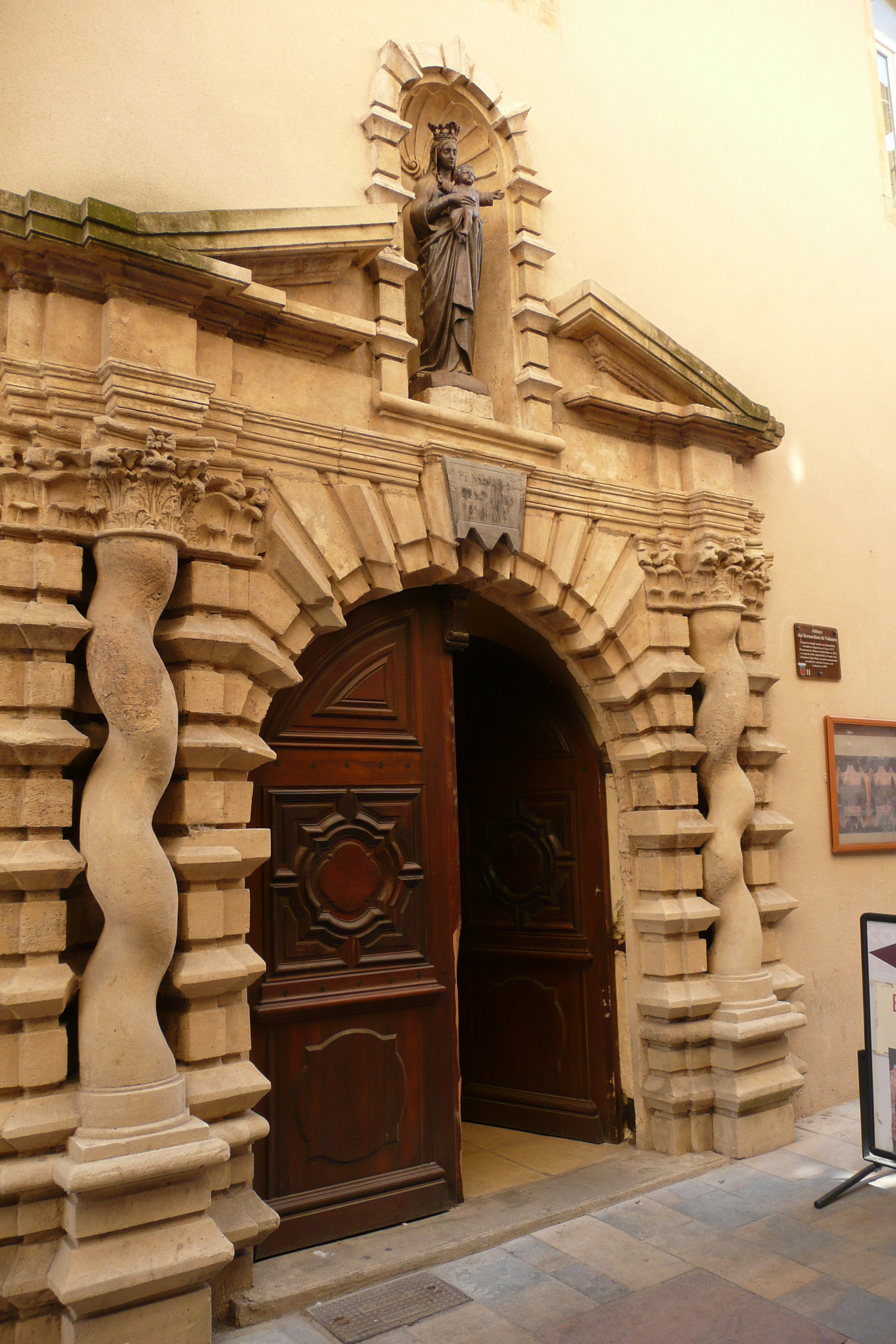
修道院
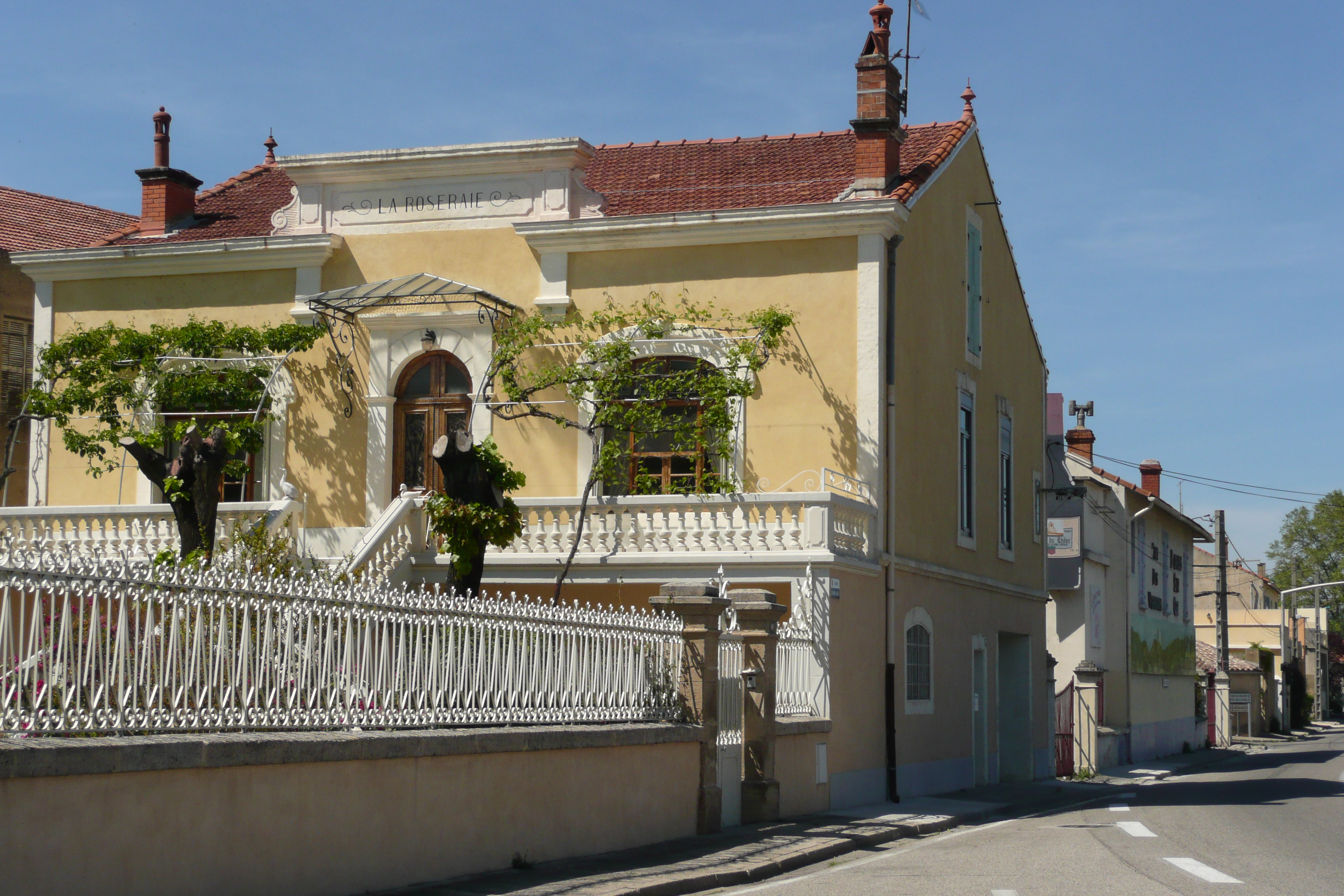
玫瑰园屋
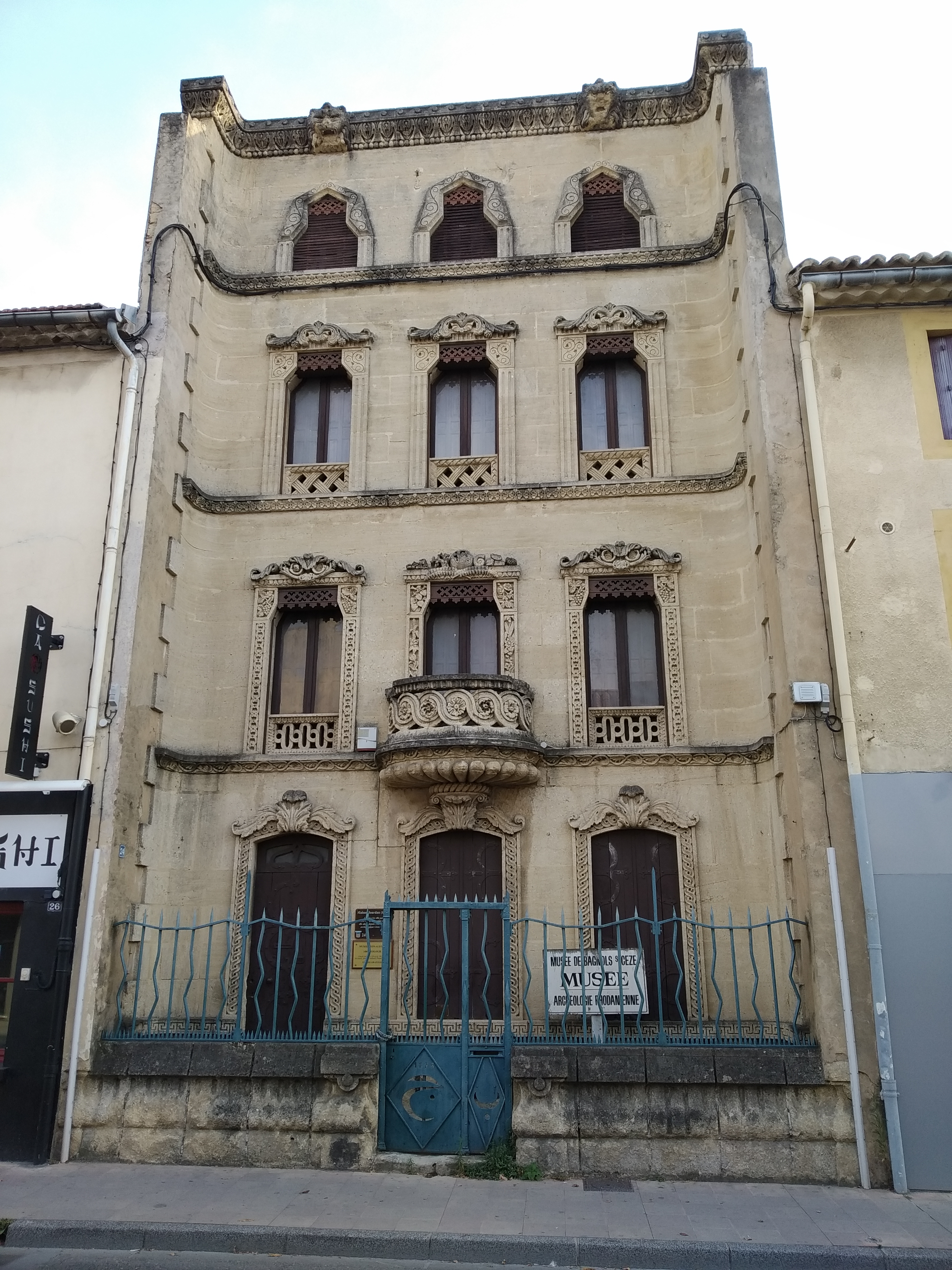
建筑博物馆（法语：Musée Léon-Alègre）

### 旅游
塞兹河畔巴尼奥勒的旅游事务由其所属的公共社区负责。2020年，塞兹河畔巴尼奥勒境内共有2家酒店共计35间房间；另有2个露营地，可容纳共180辆露营车。

### 媒体
法国主要的媒体均可在塞兹河畔巴尼奥勒接收，法国电视三台下属的奥克西塔尼大区频道在部分时段播出塞兹河畔巴尼奥勒所属区域的地方新闻。

## 相关人物
法国中世纪哲学家热尔索尼德、军事文学家里瓦罗尔、将军弗朗索瓦·安托万·泰斯特、网球运动员纪尧姆·拉乌、演员马利克·班泽拉、足球运动员约翰·贝纳卢阿纳、哈利德·布塔伊布和埃里克·博泰阿克出生于塞兹河畔巴尼奥勒。
逝世于此地的重要人物则有瑞士数学家加布里尔·克拉默。

## 友好城市
截至2021年7月，塞兹河畔巴尼奥勒共与六座城市互为友好城市关系：
- 德国 布劳恩费尔斯
- 西班牙 卡尔卡亨特
- 義大利 费尔特雷
- 比利时 埃克洛
- 英格兰 纽伯里
- 匈牙利 基什孔费莱吉哈佐